# José Sastre Sanz
José Sastre Sanz   (Madrid, 23 de març de 1937 - València, 27 d'octubre de 1999) fou un futbolista madrileny-valencià de les dècades de 1950 i 1960.

## Trajectòria
Centrecampista nascut a Madrid per casualitat, de petit va viure a Onda, on es formà futbolísticament al Frente de Juventudes d'Onda. Jugà al Vila-real CF abans d'ingressar al RCD Espanyol el 1956. Jugà sis temporades al club, en els quals disputà 153 partits de lliga i marcà 24 gols a primera divisió. En un partit disputat a Casablanca enfront del Santos FC destacà pel marcatge que li feu a Pelé. El 1962, després del descens del club a Segona, fitxà pel València CF, on jugà tres temporades més a Primera. Al València fou campió de la Copa de les Ciutats en Fires els anys 1962 i 1963. Posteriorment jugà al Racing de Santander i al CE Europa. Fou tres cops internacional amb la selecció espanyola sots 21 i un amb la de Catalunya.